# Oscar Tschirky

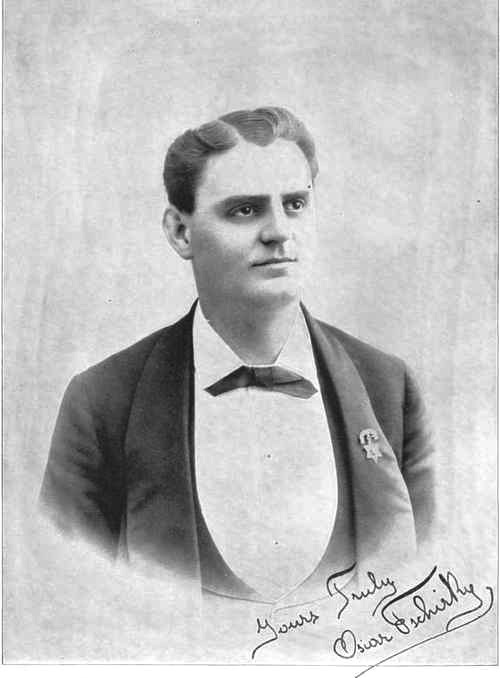
Oscar Tschirky (um 1885)

Oscar Michel Tschirky (* 28. September 1866 in Le Locle; † 6. November 1950 in New Paltz, New York) war Maître d’hôtel im Luxus-Hotel Waldorf-Astoria in Manhattan.

## Leben
Oscar Tschirkys Vater kam aus Weisstannen (Gemeinde Mels) und war Agent in einem Reisebüro in La Chaux-de-Fonds, seine Mutter stammte aus Luzern. Oscar besuchte zuerst die Schule in La Chaux-de-Fonds, später wurde er von seinem Vater zusammen mit seinem zehn Jahre älteren Bruder Brutus zu einem Bauern nach Fribourg geschickt.

### Altes Waldorf-Astoria
Kurz darauf wanderte Brutus in die USA aus. 1883 schrieb er in einem Brief von den Möglichkeiten, dort Geld zu verdienen, und forderte die Familie auf, ihm zu folgen. So wanderte der 17-jährige Oscar Tschirky 1883 nach New York aus, am Tag vor der Eröffnung der Brooklyn Bridge. Am 14. Mai, eine Stunde nach seiner Ankunft, beantragte er die US-amerikanische Staatsbürgerschaft und machte sich auf die Suche nach Arbeit. Im Brunswick-Hotel, in dem sein Bruder als Chefassistent arbeitete, war nichts frei, aber im Hoffman House am Broadway, einem der besten Hotels der Stadt, erhielt Tschirky sieben Stunden nach seiner Ankunft in New York eine Stelle als Tellerabräumer für 18 Dollar monatlich.
Dank seiner Tüchtigkeit wurden ihm bald weitere Aufgaben zugewiesen: Er erhielt die Aufsicht über eine Etage, organisierte Partys, arbeitete am Empfang und in der Buchhaltung und wurde Steward auf der Jacht des Besitzers.
1887 wechselte Oscar Tschirky ins Delmonico’s an der Fifth Avenue und 26th Street. Das Delmonico’s selber soll Tschirky angeworben haben, auf Empfehlung von Oscar Wilde. Zuerst arbeitete Tschirky an der Bar und im Service; später wurde er Verpflegungschef und organisierte Anlässe. Mit 21 war er bereits in der Branche gut bekannt und finanziell abgesichert.
1890, kurz vor der Eröffnung des ersten Waldorf-Hotels, bewarb sich Tschirky beim zukünftigen Direktor George Boldt um den Posten eines Maître d’hôtel und wurde 1891 auf Empfehlung zahlreicher Prominenter eingestellt. Mit einem monatlichen Gehalt von 250 Dollar begann Tschirky seine neue Stelle im zuerst noch unfertigen Hotel Waldorf, das mit seinen 450 Zimmern, 350 Bädern, Sälen und Restaurants und Bars am 13. März 1893 in einer großen Gala mit 2000 Gästen eröffnet wurde – organisiert von Oscar Tschirky.

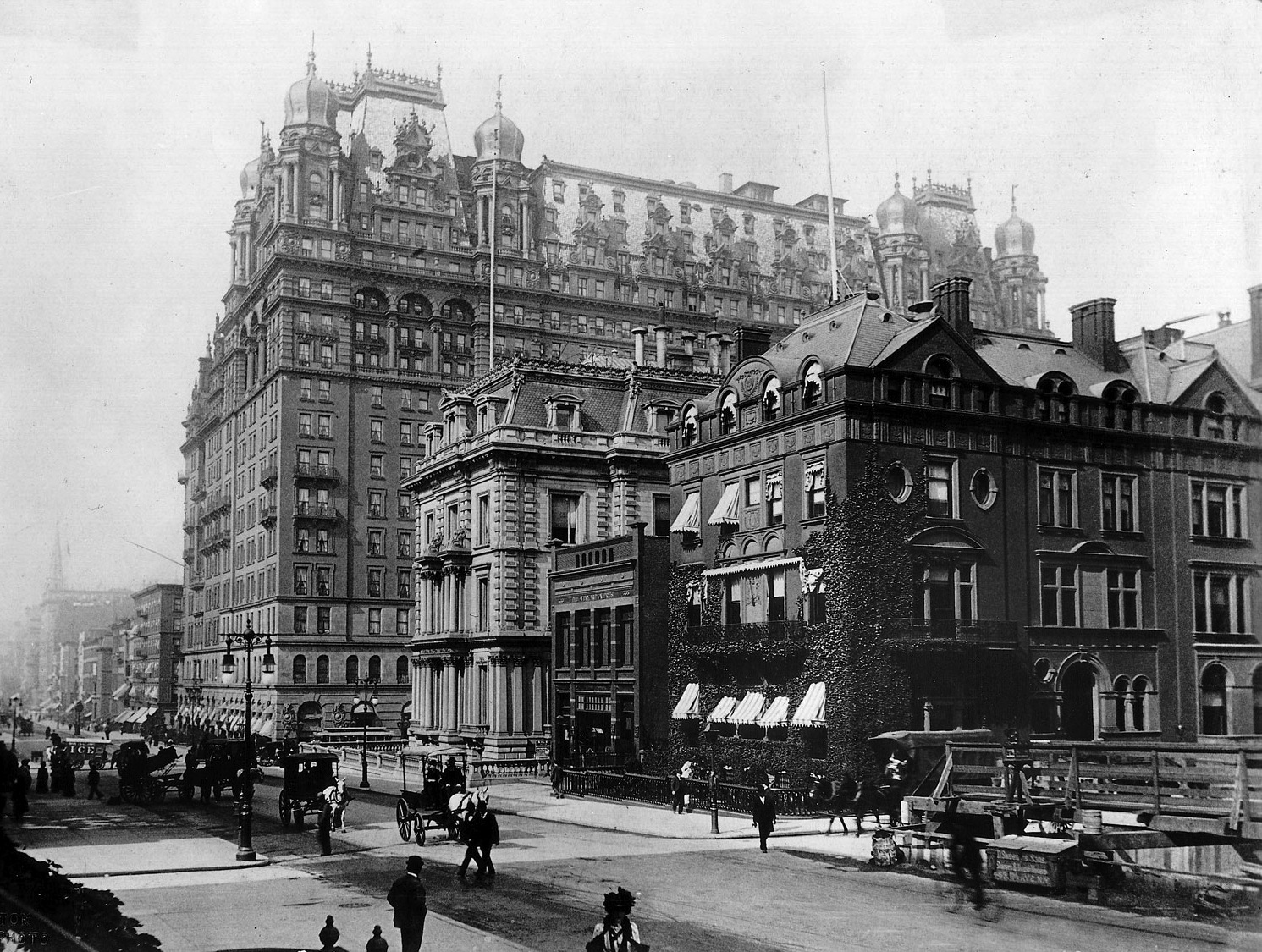
Waldorf-Astoria 1899

Oscar Tschirky veranstaltete extravagante Anlässe mit exquisiten Menüs und hervorragendem Service. Industriellen, Showstars, Politikern, Staatsgästen und Musikern bot Tschirky im Waldorf eine Bühne für ihre Feste. Mit «Oscar of the Waldorf», wie Tschirky nun offiziell genannt wurde, bekannt zu sein und im Waldorf zu speisen, galt als Auszeichnung. Angesprochen wurde er mit «Oscar».
Der Erfolg des Waldorf war so groß, dass John Jacob Astor IV neben dem Waldorf ein weiteres Hotel plante. 1897 wurde das Astoria eröffnet, das mit seinen 17 Stockwerken und seinem Ballsaal für 1500 Gäste noch luxuriöser war als das Waldorf. Beide Gebäude wurden zum «Waldorf-Astoria» vereint, dem «besten Hotel der Welt» mit über 1000 Zimmern. Tschirky scheute als Maître d’hôtel keinen Aufwand, um der anspruchsvollen Gesellschaft New Yorks gerecht zu werden. Für einen Besuch des chinesischen Vizekönigs wurde das Hotel mit Papierdrachen und Glasketten geschmückt, für den US-Präsidenten William Howard Taft ließ er den Ballsaal zu einem Hörsaal der Yale University umbauen und für einen Industriellen wurde der Saal zu einem Zirkuszelt mit Trapezartisten umfunktioniert. Für das teuerste Bankett, ein römisches Gelage, für das jeder Gast 250 Dollar zahlte, ließ er den Saal zu einem römischen Park mit Blumenbeeten, Springbrunnen, Palmen und Hunderten von Kanarienvögeln umbauen. Ein besonderer Erfolg wurde das Menu der Kantine des Gefängnisses Sing-Sing, das er, leicht angepasst, seinen Gästen vorsetzte.

### Neues Waldorf-Astoria

Biographie

Das alte Waldorf-Astoria wurde nur 36 Jahre nach seiner Eröffnung 1929 abgerissen; an seiner Stelle sollte das Empire State Building entstehen. Das neue Waldorf-Astoria entstand an der Park Avenue, das mit 2000 Zimmern, 100 Appartements und 47 Stockwerken 1931 eröffnet wurde – wieder mit dem mittlerweile 63-jährigen Oscar Tschirky als Gastgeber. Zur Goldenen Hochzeit von Oscar und seiner Frau Sophie im Jahr 1937 erschienen 1000 Gäste. Anlässlich des 50. Jubiläums des Hotels wurde auch Tschirky geehrt und der Journalist Karl Schriftgiesser widmete ihm die 250-seitige Biografie Oscar of the Waldorf.
Nach dem Tod seiner Frau im Jahr 1939 zog sich Tschirky 1943 nach New Paltz zurück, eine Kleinstadt rund 110 Kilometer nördlich von New York. 1889 hatte er sich dort eine Farm gekauft und später ein Sommerhaus gebaut, wo er Picknicks für Freunde, seine Familie und andere Köche veranstaltete. Das Anwesen wurde durch die Philanthropische Gesellschaft erworben und als Altenheim für Köche genutzt. Später wurde es als Culinarians Home bekannt.
Als Oscar Tschirky am 6. November 1950 im Alter von 84 Jahren starb, wehten die Fahnen am Waldorf-Astoria tagelang auf halbmast und in den Zeitungen erschienen seitenlange Artikel. Das Ehepaar Tschirky hatte zwei Söhne und eine Tochter.

Tschirkys Kochbuch, 1896

Auf Tschirky gehen unter anderem das «Kalbfleisch Oscar» und der Waldorfsalat zurück. 1896 erschien sein Kochbuch The Cook Book By «Oscar» Of The Waldorf. Zur Erinnerung an Oscar Tschirky ist im Waldorf-Astoria das Restaurant «Oscar’s at the Waldorf Astoria» benannt.
Oscar Tschirkys Nachlass und seine Sammlung mit mehr als 10.000 Menüs wird von der Cornell University verwaltet.